# Cemitério dos Náufragos
O Cemitério dos Náufragos e o Cemitério Monumento dos Náufragos são os únicos cemitérios brasileiros onde estão enterradas vítimas da Segunda Guerra Mundial. Estão localizados, respectivamente, na Rodovia Presidente José Sarney e na Rodovia dos Náufragos, em Aracaju. O Cemitério Monumento dos Náufragos foi considerado um Monumento Histórico Estadual pela Secretaria de Estado da Cultura de Sergipe através do Decreto nº 2.571, de 20 de junho de 1973.

## Criação
Em 15 de agosto de 1942, o submarino nazista U-507, liderado pela Kriegsmarine, afundou três navios brasileiros, Baependi, Araraquara e Aníbal Benévolo, a menos de 10 km da costa de Aracaju, deixando cerca de 600 mortos. Os corpos boiaram até a costa. Os corpos que não puderam ser identificados foram enterrados na própria praia, que futuramente se tornou o cemitério.
O cemitério foi um projeto do governo estadual de Sergipe com a Capitania dos Portos, mas as origens do local não são claras. Há quem diga que o projeto foi criado pelo médico Carlos Moraes de Menezes, mas é possível que a estrutura já existisse, ainda que de forma precária, há mais de 100 anos, sob o nome de Cemitério de Manguinhos ou de Campinho. O cemitério é feito de maneira improvisada com corpos enterrados em cova rasa. O governo de Sergipe ordenou que todas as sepulturas deveriam ter a seguinte inscrição: "vítima do Nazismo".
Originalmente, ele estava localizado na Rodovia Presidente José Sarney, perto da praia de Aruana, mas por causa da construção da rodovia, parte dos corpos foram deslocados em 1950 para o povoado do Mosqueiro, na Rodovia dos Náufragos. O local foi batizado de Cemitério Monumento dos Náufragos. No cemitério, foi construido um memorando de mármore. Nele, está escrito: “aí está o golpe mais traiçoeiro e terrível vibrado contra o coração da nacionalidade”. Em 1971, houve uma tentativa de tombamento pelo Departamento de Cultura e Patrimônio Histórico, mas o órgão foi informado sobre a mudança de cemitério durante o governo de Leandro Maciel. Mas não foi encontrada nenhuma documentação que comprove o fato. Em 1972, passou por uma restauração com recursos do Ministério da Marinha e do Governo Estadual, e pelo Decreto nº 2.571/1973, foi considerado um Monumento Histórico Estadual pelo Estado de Sergipe. O projeto foi de autoria de Núbia Marques, pedido ao secretário de educação  Dr. Marcos Pinheiro do governo Paulo Barreto de Menezes.

## Negligência governamental
O cemitério original se encontra interditado por problemas ambientais ligados ao lençol freático da região praiana. Em 2010, os moradores do Povoado Robalo protestaram com o fechamento do local pelo descaso da gestão pública. Em 2020 continuou sendo usado pela população para enterrar os mortos pela Pandemia de COVID-19. A Secretaria de Estado por meio do Programa de Desenvolvimento do Turismo, planejava criar um memorial no segundo cemitério, mas a ação foi criticada por não incluir o cemitério a beira-mar e não dialogar com a população e pesquisadores acadêmicos. Já o segundo cemitério era clandestino, e passou anos interditado até virar um Monumento Histórico Estadual.
Na entrada do cemitério original há a seguinte inscrição: “Os ex combatentes da 2ª Guerra Mundial que lutaram na Itália em 1942 a 08 de julho de 1948. Que as autoridades não esqueçam dos heróis que lutaram pela nossa pátria”. Porém se trata de um erro histórico, pois a guerra acabou em 1945, e os combatentes em solo europeu não estão enterrados no local.

## Arqueologia histórica
Documentos primários como decretos governamentais, fotografias, plantas, projetos de urbanização e documentos referentes aos torpedeamentos existentes estão preservados no Arquivo Público do Estado de Sergipe, e processos envolvendo ações referentes aos locais estão preservados no Arquivo do Judiciário. Porém, ainda não foi realizado um trabalho arqueológico sobre o período, que torna os cemitérios importantes na área de arqueologia histórica.